# Codex Askewianus
Der Codex Askewianus, auch Askew Codex genannt ist ein sahidisches Manuskript mehrerer ursprünglich griechischen gnostischen Schriften. Die Sammelhandschrift enthält mehrere Werke, darunter einen Text, der unter dem Namen Pistis Sophia veröffentlicht wurde.
Der Codex hat seinen Namen von seinem früheren Besitzer Dr. Anthony Askew, einem Arzt und Büchersammler. Er wurde 1785 vom Britischen Museum von seinen Erben gekauft, trägt die Signatur MS. Add. 5114 und befindet sich heute in der British Library. Wie aus Briefen aus seinem Umfeld hervorgeht, kaufte Askew anscheinend das Manuskript von einem Londoner Buchhändler, über die weitere Herkunft ist nichts bekannt, aber alle Indizien zeigen auf einen ägyptischen Ursprung der Handschrift.

## Eigenschaften der Handschrift
Der Codex im Quartformat von 21 × 16,5 cm ist auf Pergament geschrieben und enthält 178 Blätter und somit 356 Seiten, beschrieben in zwei Spalten zu 30 bis 34 Zeilen. Insgesamt ist das Manuskript in außergewöhnlich gutem Zustand, allerdings fehlen die Seiten 337–344. Mitten im Werk wechselt die Handschrift. Die erste Hand zeigt eine feine, sorgfältige alte Unzialschrift, die zweite Hand eine nachlässige, plumpe Schrift mit Anzeichen für Zittern, was auf einen alten Mann als Schreiber hindeuten könnte. Beide Schreiber verwendeten verschiedene Tinten und verschiedene Methoden der Paginierung und der Korrekturen und hatten weitere Besonderheiten. Beide Schreiber waren vermutlich Zeitgenossen.

## Gliederung
Carl Schmidt teilt in vier Hauptteile ein, wobei die ersten drei einem Werk angehören und die Lücken zwischen den Teilen später mit Material anderer Herkunft aufgefüllt wurde. Der vierte Hauptteil bildet ein eigenes Werk.
Nach George Robert Stow Mead ergeben sich mehrere Hauptteile:
1. Der erste Teil endet mit Kapitel 62. Es blieben aus unbekanntem Grund mehr als eineinhalb Spalten frei, die später mit unbedeutenden Notizen gefüllt wurden. Der Text läuft dann ohne erkennbaren Grund weiter. Es wird meist sekundär mit „das erste Buch der Pistis Sophia“ überschrieben.
2. Der nächste Einschnitt trägt die Überschrift „Das zweite Buch der Pistis Sophia“. Schmidt vermutet darin eine spätere Hinzufügung, denn die älteren koptischen Manuskripte tragen ihren Titel nicht am Anfang, sondern am Ende eines Abschnitts, was aus der älteren Tradition der Schriftrollen herrührt. Tatsächlich gibt es am Ende eine Subscription mit dem Titel: „Ein Teil von den Büchern des Erlösers“. Das folgende Kapitel 101 ist ein kurzes Stück über die unaussprechliche Gnosis ohne Abschnitte, die den Gedankenfluss komplett unterbricht. Es ist deutlich eine Zusammenfassung eines anderen Buches.
3. Kap 102 ändert deutlich das Thema. Somit ist es schwer als unmittelbare Fortsetzung des Texts zu verstehen.
4. In Kapitel 126 kommt es wieder zu einem Bruch, vorbereitet durch eine Lücke im Text. Am Ende von Kap. 135 gibt es wieder eine Subscription. „Ein Teil von den Büchern des Erlösers“.
5. Der nächste Abschnitt geht von Kapitel 136 bis 143.
6. Nach einer Lücke von 8 Seiten beginnt der nächste Teil in Kapitel 144, er hat weder Titel noch Subscription. Auf der letzten Seite befindet sich ein Anhang, wobei die letzten zwei Zeilen nachträglich getilgt sind.

## Inhalt
Nach Mead liegt es nahe, dass die Teile Kap 30–64 ein Einschub in die Schrift sind, somit ist der Codex eine Miscellanhandschrift bzw. Sammelhandschrift.
Es handelt sich um eine Zusammenfassung einer umfangreichen Literatur. Nach Mead gab der Titel „das zweite Buch der Pistis Sophia“ der ganzen Schrift zu Unrecht den Namen, der sich aber im Nachhinein nicht mehr ändern lässt. Besser wäre „das Buch des Heilands“ oder „Teile aus dem Buch des Heilands“. Ob der Titel auch auf den hinteren Teil zutrifft, ist immer noch eine offene Frage. Es handelt sich bei dieser Schrift um ein Konglomerat aus verschiedenen Schriften und nicht um die Abschrift eines einzelnen Werks. Diese Zusammenfassung dürfte den Schreibern bereits in dieser Form vorgelegen haben.
Die Schrift stammt ursprünglich aus dem Griechischen, was sich an einer hohen Zahl von Lehnwörtern ablesen lässt. Nicht nur Namen, sondern auch Substantive, Adjektive, Verben, Adverbien und sogar Konjunktionen bleiben unübersetzt. Das trifft sowohl auf Zitate aus dem alten Testament und Neuen Testament zu, als auch auf den übrigen Text. An einigen Stellen folgt der Text sklavisch der griechischen Satzkonstruktion und bildet lange Perioden, die im koptischen Satzbau nicht üblich sind. Eines der ähnlichen Dokumente im Berliner Codex lag Irenäus im Griechischen vor, was diese Annahme erhärtet.
Obwohl vieles unsicher ist, scheint es einen Konsens zu geben, dass der Text und auch die zugrunde liegenden Schriften in ägyptischer Umgebung entstanden sind, übergestülpt über gnostische Inhalte, die von außerhalb Ägyptens, nämlich von Syrien herkommen.

## Datierung
Die Datierung der Komposition hängt zusammen mit der Frage, welcher Sekte dieses Buch zugeschrieben werden soll. Im Gespräch sind Valentinus oder einer seiner Schüler, die Barbelo-Gnostiker mit ihren verschiedenen Untergruppen: Nikolaiten, Ophiten, Kainiten, Sethianer, dann die Archontiker. Nicht in Frage kommen hingegen libertinistische gnostische Gruppen. Dementsprechend reicht das Datierungsspektrum vom 3. bis zum 7. Jahrhundert.

## Bedeutung
Dieser Kodex war einer der wenigen zusammenhängenden gnostischen Texte, die nicht von den Kirchenvätern und damit aus einer ablehnenden Haltung heraus überliefert waren. Außer diesem gab es noch den Codex Brucianus und den Berliner Codex Berolinensis Gnosticus 8502. Diese drei Schriften bildeten neben den Zitaten bei den Kirchenvätern seit Ende des 18. bis Anfang des 20. Jahrhunderts die Grundlage für die Gnosisforschung. Erst mit dem Fund der Nag-Hammadi-Schriften wurde die Quellenlage deutlich besser. Ein Problem ist nach wie vor, dass es ägyptische Übersetzungen und Überarbeitungen der griechischen Schriften sind, die im Original verschollen sind.

## Ausgaben
- Schwartze, Moritz Gotthilf, J. H. Petermann (Hrsg.): Pistis Sophia, opus gnosticum Valentino adiudicatum e codice manuscripto Coptico Londinensi descripsit et latine vertit M. G. Schwartze, edidit J. H. Petermann, Berolini, 1851. Die Erstausgabe des Texts und eine Übersetzung in Latein. Schwartze starb bevor sie erschien, sie wurde aus seinem Nachlass herausgegeben von Julius Heinrich Petermann.
- Schmidt, Carl: Koptisch-gnostische Schriften. Bd. I. Die Pistis Sophia. Die beiden Bücher des Jeû. Unbekanntes altgnostisches Werk, Leipzig 1905. Erste deutsche Übersetzung, enthält zahlreiche Verbesserungen gegenüber der Erstausgabe von Schwartze.
- Mead, G. R. S.: Pistis Sophia; A Gnostic Miscellany: Being for the most part extracts from the Books of the saviour, to which are added excerpts from a cognate literature; Englished by G. R. S. Mead, J. M. Watkins, London 1921. Englische Übersetzung der Pistis Sophia 1921 mit einem ausführlichen Vorwort und einer Beschreibung des Manuskripts.